# ひまわりえのぐ
『ひまわりえのぐ』（ひまわりえのぐ）は、竹本泉による日本の漫画作品。『なかよしデラックス』（講談社）1987年秋の号掲載。

## あらすじ
子供に恵まれず星に願いを掛けた丘の上夫妻は、その後毎年続けてロボットの光一、透明人間の透、鏡や写真に写らずにんにく嫌いの三月（みつき）と人外の捨て子を拾い、更に実子である末妹・ひまわりを儲けた。
ひまわりが14歳になった夏、彼女の前に気になる転校生・新宮（にいみや）まことが現れた。それまでおにいちゃん子だったひまわりの変化に、兄達は気が気でない…。

## 他作品への出演
同作者による、「ゆみみみっくす」と「だいな♥あいらん」に光一と同形のロボットが出演している。 

## 書誌情報
- 講談社〈講談社コミックスなかよし〉、短編集
表題作に加えて、『6月もぐらモーニング』『ジグザグくらぶ』『右手にげんこつ左手にはなまる』『真夏の夜に見る夢』『ルププ・パウ』を収録
1988年10月6日発行、ISBN 4-06-178617-2（絶版）
- エンターブレイン〈ビームコミックス〉、短編集
ビームコミックスでは既刊の『ハジメルド物語』に収録された『ルププ・パウ』に代わり『スノウ・レポートの週末』を収録
2010年7月7日発行、ISBN 978-4-04-726603-2